# La Tala
La Tala är en ort i Spanien.   Den ligger i provinsen Provincia de Salamanca och regionen Kastilien och Leon, i den centrala delen av landet, 160 km väster om huvudstaden Madrid. La Tala ligger 920 meter över havet och antalet invånare är 116.
Terrängen runt La Tala är platt åt nordväst, men åt sydost är den kuperad.Runt La Tala är det mycket glesbefolkat, med 5 invånare per kvadratkilometer. Närmaste större samhälle är Guijuelo, 11,8 km väster om La Tala. Trakten runt La Tala består i huvudsak av gräsmarker.